# Rajdowy Puchar Pokoju i Przyjaźni 1972
Rajdowy Puchar Pokoju i Przyjaźni 1972 kolejny sezon serii rajdowej Rajdowego Pucharu Pokoju i Przyjaźni (CoPaF) rozgrywanej w krajach socjalistycznych w roku 1972. Sezon ten składał się z pięciu rajdów i rozpoczął się 23 czerwca, a zakończył 28 października, zwycięzcą został Niemiec Egon Culmbacher, a zespołowo wygrała drużyna NRD. 

## Kalendarz[1]
| Runda | Data               | Nazwa rajdu          | Baza rajdu             | Nawierzchnia | Zwycięzca        | Wyniki |
| ----- | ------------------ | -------------------- | ---------------------- | ------------ | ---------------- | ------ |
| 1     | 23-25 czerwca      | 3. Rajd Złote Piaski |                        | Mieszana     | Sobiesław Zasada | Wyniki |
| 2     | 13-16 lipca        | 32. Rajd Polski      | Kraków                 | Asfalt       | Stasys Brundza   | Wyniki |
| 3     | 2-3 września       | 11. Rajd Cordatic    | Nyíregyháza, Budapeszt | Mieszana     | Ilija Czubrikow  | Wyniki |
| 4     | 22-24 września     | 4. Rajd Slovensko    | Poprad                 | Mieszana     | Milan Žid        | Wyniki |
| 5     | 26-28 października | 15. Rajd Wartburga   | Eisenach               | Mieszana     | Egon Culmbacher  | Wyniki |

1. ↑  Zwycięzcą klasyfikacji generalnej 32. Rajdu Polski był Włoch Raffaele Pinto, Stasys Brundza w klasyfikacji generalnej zajął trzecie miejsce, a wygrał klasyfikację CoPaF

## Klasyfikacja kierowców[1]
| Miejsce | Kierowca        | BUL | POL | COR | SLO | WAR | Pkt |
| ------- | --------------- | --- | --- | --- | --- | --- | --- |
| 1       | Egon Culmbacher | 9   | 9   | -   | -   | 1   | ?   |

## Klasyfikacja zespołowa[2][3]
| Miejsce | Zespół         | Punkty |
| ------- | -------------- | ------ |
| 1       | NRD            |        |
| 2       | ZSRR           |        |
| 3       | Polska         | 26     |
| 4       | Czechosłowacja | 26     |
| 5       | Bułgaria       | 18     |
| 6       | Węgry          | 7      |